# باري بريغز
باري بريغز (بالإنجليزية: Barry Briggs)‏ هو متسابق دراجات نارية نيوزيلندي، ولد في 30 ديسمبر 1934 في كرايستشرش في نيوزيلندا.